# Apanteles horus
Apanteles horus är en stekelart som beskrevs av De Saeger 1944. Apanteles horus ingår i släktet Apanteles och familjen bracksteklar. Inga underarter finns listade i Catalogue of Life.